# Maria Margaretha van Os
Maria Margaretha van Os (Den Haag, ged. 5 november 1779 – aldaar, 17 november 1862) was een Nederlands kunstschilderes.

## Leven en werk
Maria van Os maakte deel uit van een bekende familie van kunstenaars die actief waren in de 18e en 19e eeuw. Haar vader was de stillevenschilder Jan van Os, haar moeder, Susanna de la Croix (dochter van de schilder Pieter Frederik de la Croix) was eveneens schilderes. Haar broers waren Pieter (1776 - 1839) en Georgius van Os  (1782 – 1861). Pieter Frederik van Os (zoon van Pieter) was een neef van haar. Maria bleef ongetrouwd en bracht haar hele leven door in Den Haag.
Ze was bevriend met Petronella van Woensel, een van de leerlingen van haar vader, die ook schilderde. Van Os trad pas op 35-jarige leeftijd naar buiten als kunstenares. Ze nam deel aan de tentoonstelling De Vrouw 1813-1913 en vanaf 1814 dertig jaar lang aan de diverse tentoonstellingen van Levende Meesters. Als kunstenares volgde Maria in de voetsporen van haar vader en wijdde zich eveneens aan het stilleven. In 1826 werd ze benoemd tot honorair lid van de Koninklijke Akademie van Beeldende Kunsten in Amsterdam.
Werk van haar hand bevindt zich onder meer in het Rijksmuseum Amsterdam, in het Rijksprentenkabinet en Museum Boijmans Van Beuningen in Rotterdam.

## Enkele werken

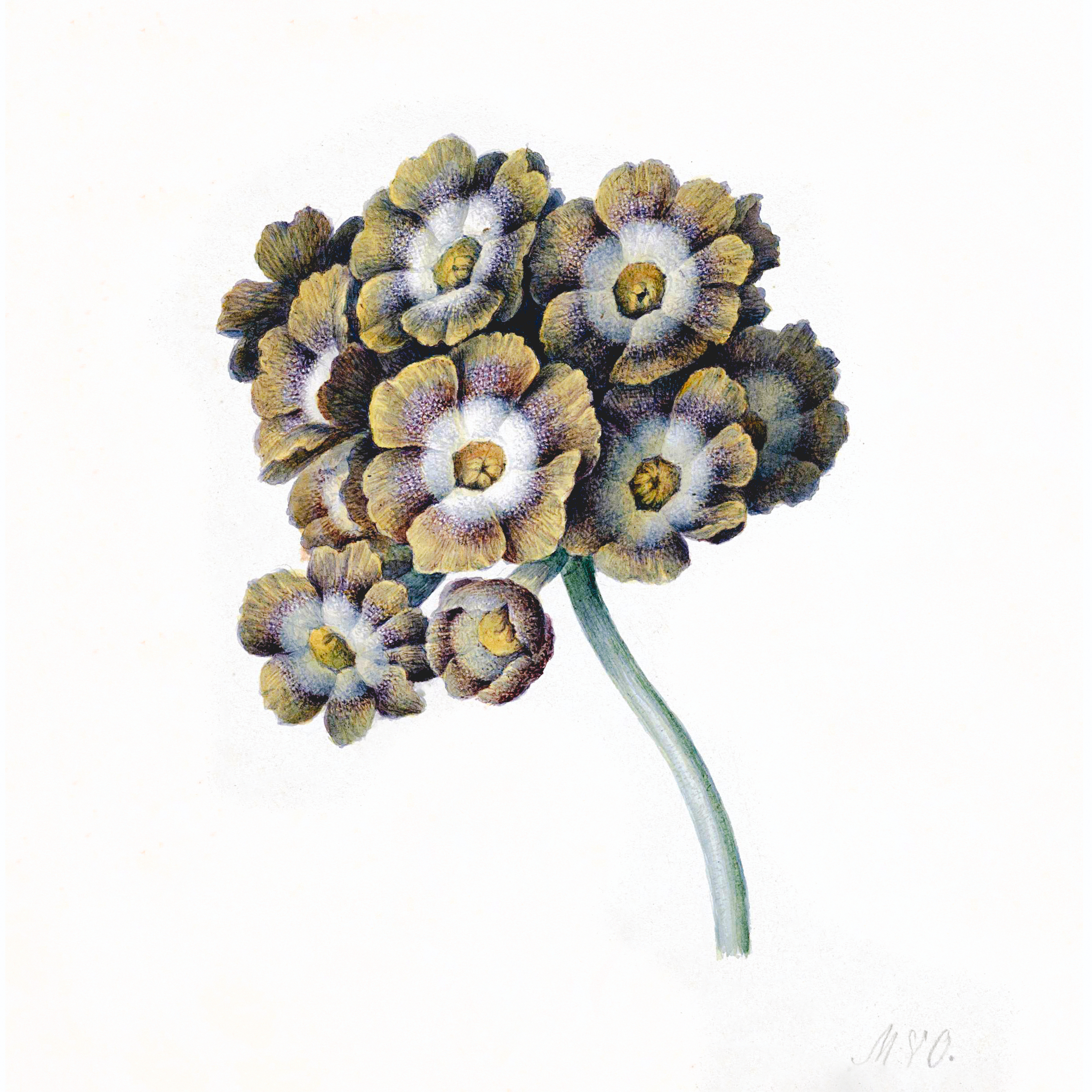
Bloemenstudie
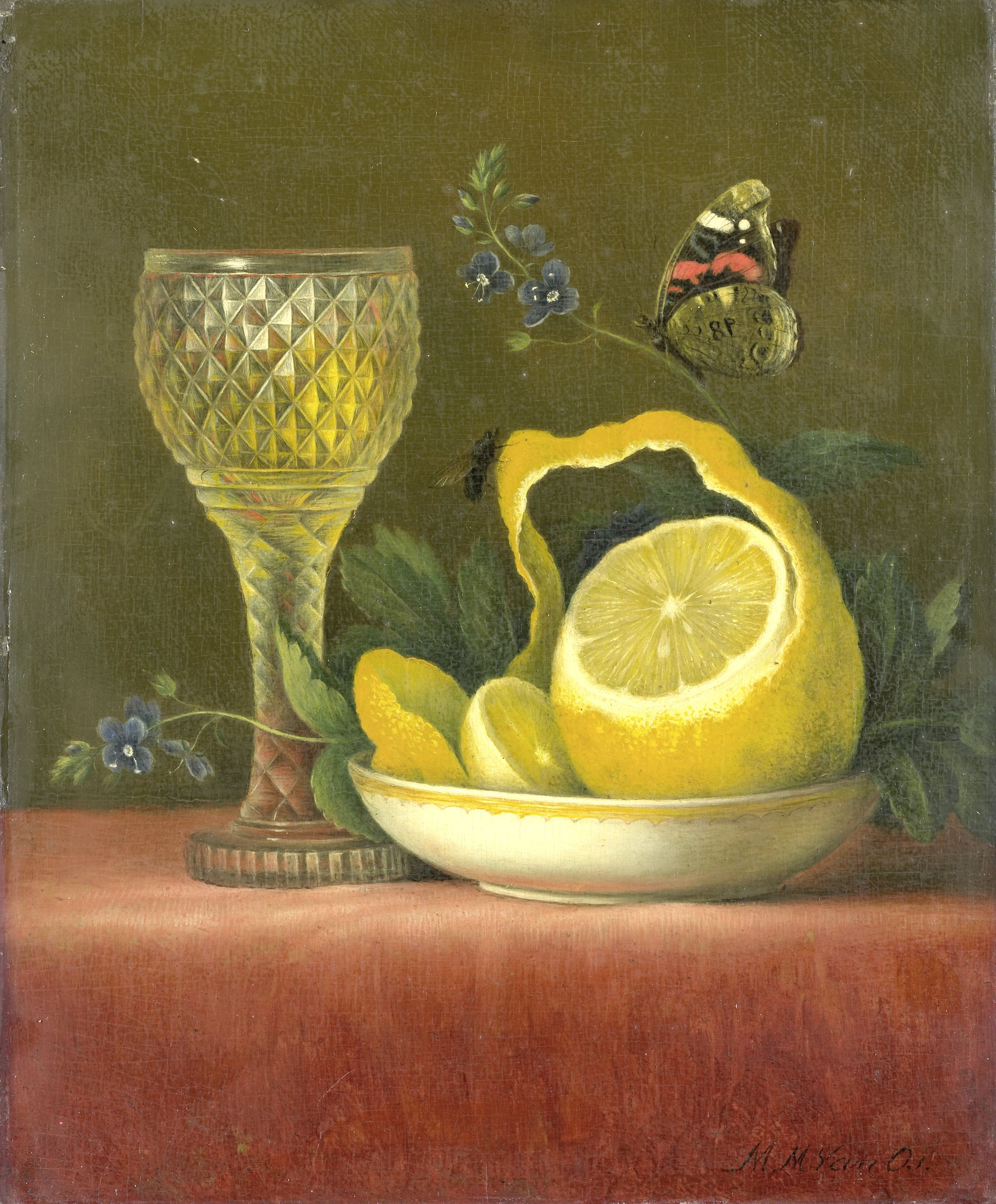
Stilleven met citroen en geslepen glas Rijksmuseum Amsterdam
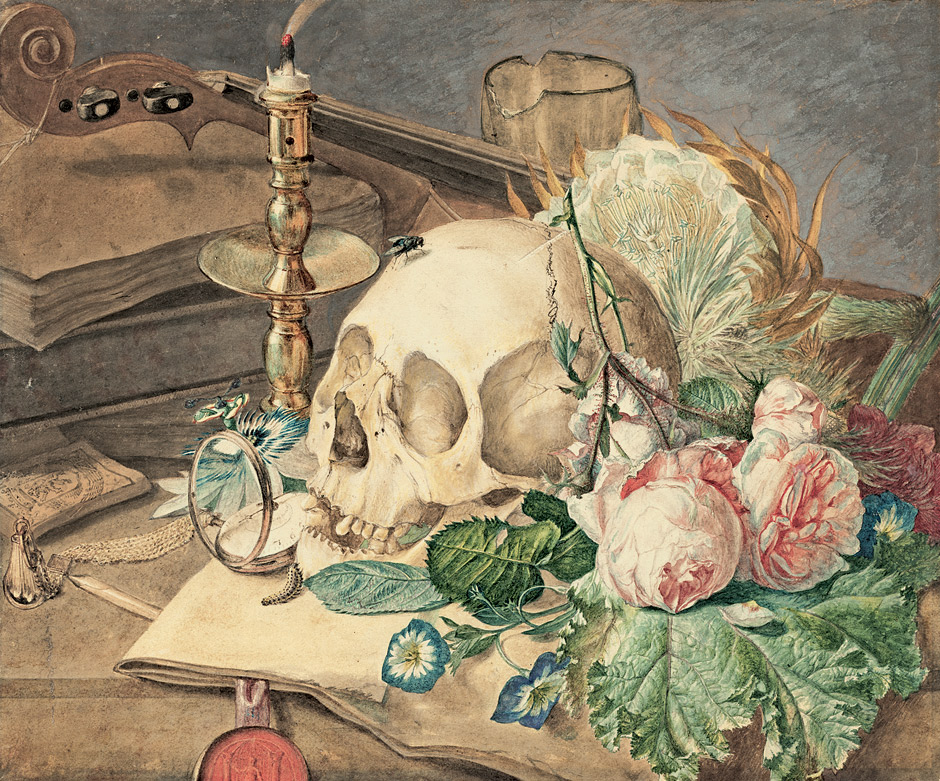
Vanitas

- Biografisch Portaal: 00230528
- Digitale Bibliotheek voor de Nederlandse Letteren: os__035
- Gemeinsame Normdatei: 123588502
- International Standard Name Identifier: 0000 0000 6681 6732
- RKD-Nederlands Instituut voor Kunstgeschiedenis: 61025
- Union List of Artist Names: 500027774
- Virtual International Authority File: 32907960